# Linda Dolstra
Linda Dolstra (4 september 1992) is een Nederlandse voetbalster die uitkomt voor Be Quick '28. In het seizoen 2010/11 en 2011/12 stond ze onder contract bij FC Zwolle.

## Statistieken
| Seizoen | Club      | Land      | Competitie | Wedstrijden | Doelpunten |
| ------- | --------- | --------- | ---------- | ----------- | ---------- |
| 2010/11 | FC Zwolle | Nederland | Eredivisie | 10          | 0          |
| 2011/12 | FC Zwolle | Nederland | Eredivisie | 11          | 0          |
| Totaal  | Totaal    | Totaal    | Totaal     | 21          | 0          |